# Nomia forbesii
Nomia forbesii är en biart som först beskrevs av William Forsell Kirby 1900.  Nomia forbesii ingår i släktet Nomia och familjen vägbin. Inga underarter finns listade i Catalogue of Life.